# مانويل خورخي دومينغيز
مانويل خورخي دومينغيز (بالإسبانية: Manuel Jorge Domínguez)‏ ولد بتاريخ 8 ديسمبر 1962 في إسبانيا، هو دراج إسباني سابق في صنف سباق الدراجات على الطريق. سبق أن شارك في دورة الألعاب الأولمبية الصيفية.

## سجل النتائج

### سباقات أو مراحل فاز بها
- طواف فرنسا

## وصلات خارجية
- الموقع الرسمي

## روابط خارجية
- مانويل خورخي دومينغيز على موقع أرشيف الدراجات (الإنجليزية)
- مانويل خورخي دومينغيز على موقع إحصائيات الدراجات الإحترافية (الإنجليزية)
- مانويل خورخي دومينغيز على موقع CycleBase (الإنجليزية)
- مانويل خورخي دومينغيز على موقع أوليمبيديا (الإنجليزية)